# Dobson, North Carolina
Dobson är administrativ huvudort i Surry County i North Carolina. Enligt 2010 års folkräkning hade Dobson 1 586 invånare.

## Kända personer från Dobson
- Alonzo Dillard Folger, politiker